# 六条有和
六条有和（ろくじょう ありかず、元和9年（1623年）11月14日 - 貞享3年（1686年）閏3月23日）は、江戸時代前期の公卿。

## 官歴
- 寛永12年（1635年）：従五位上
- 寛永15年（1638年）：右近衛権少将
- 寛永16年（1639年）：正五位下
- 寛永19年（1642年）：従四位下
- 寛永21年（1644年）：右中将
- 正保2年（1645年）：従四位上
- 正保5年（1648年）：正四位下
- 明暦元年（1655年）：従三位
- 明暦2年（1656年）：参議、左中将
- 万治2年（1659年）：正三位、踏歌外弁
- 万治3年（1660年）：権中納言
- 寛文2年（1662年）：致仕

## 系譜
- 父：六条有純
- 弟：戸田氏豊
- 妹：永光院（徳川家光側室）
- 子：六条有綱
- 子：六条房忠
- 子：六条有藤